# Urząd rejonowy

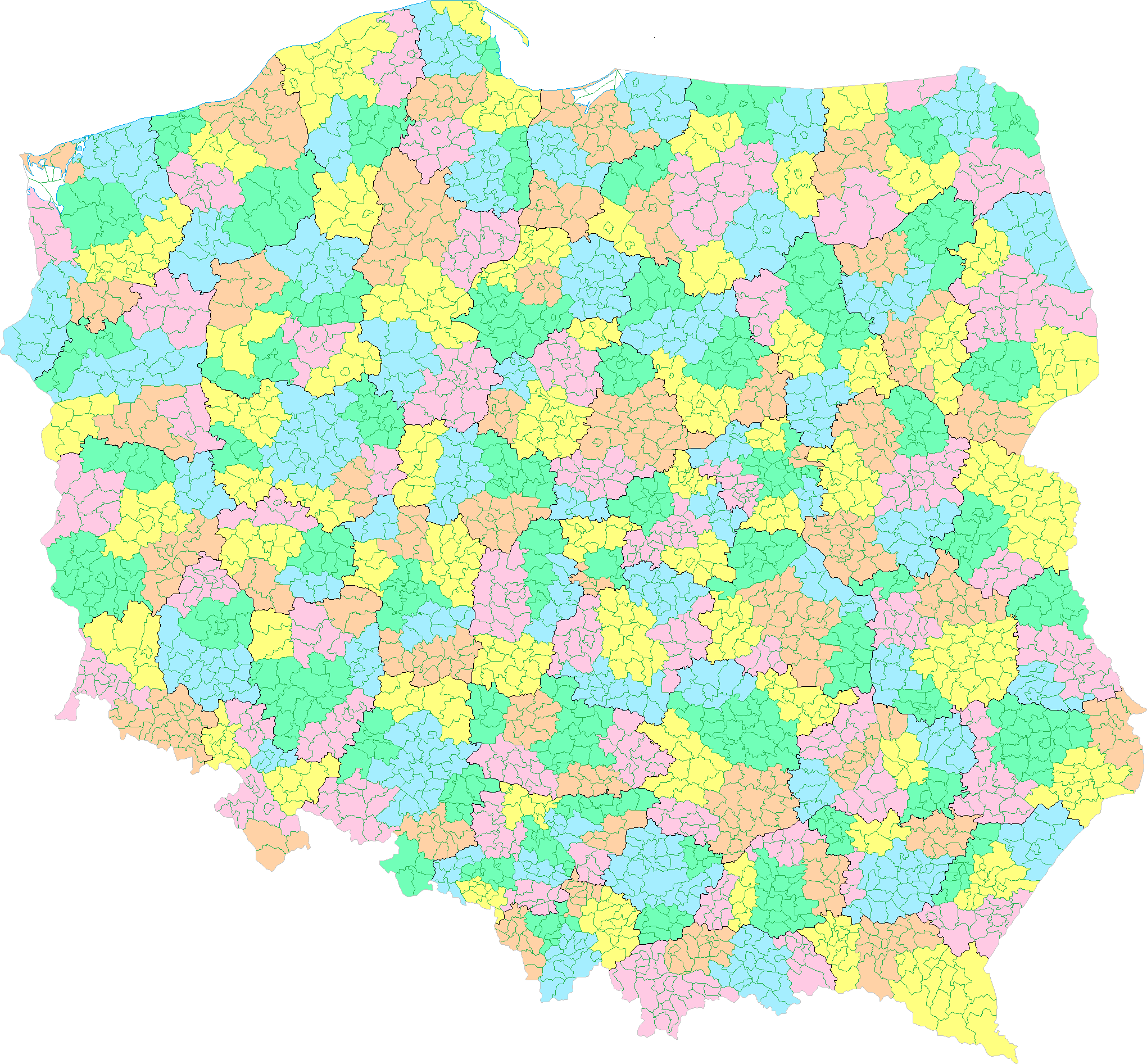
Obszary właściwości urzędów rejonowych (stan na 31 grudnia 1998).

Urząd rejonowy – urząd rządowej administracji ogólnej, działający w Polsce w latach 1990–1998. Terytorialny zasięg działania urzędu obejmował obszar kilku gmin w ramach jednego województwa.
W całej Polsce urzędy rejonowe powołano 27 sierpnia 1990 na mocy ustawy z dnia 22 marca 1990 roku oraz rozporządzenia Ministra – szefa Urzędu Rady Ministrów z dnia 1 sierpnia 1990 roku. Ich liczba wynosiła początkowo 254, następnie została powiększona do 267 (1 lutego 1991), a ostatecznie do 268 (16 września 1997). W granicach urzędów rejonowych znajdowało się zwykle po kilka gmin. Urzędy nie stanowiły organów samorządowych, lecz wykonywały zadania i kompetencje administracji rządowej. Na czele urzędów rejonowych stali kierownicy powoływani przez wojewodów. Urzędy działały do 31 grudnia 1998, do momentu reaktywowania powiatów w dniu 1 stycznia 1999, stanowiąc ich instytucjonalną bazę.

## Urzędy rejonowe według województw (stan na 31 grudnia 1998)
Opracowano na podstawie:
- Dz.U. z 1991 r. nr 3, poz. 16
- Dz.U. z 1995 r. nr 66, poz. 341
- Dz.U. z 1997 r. nr 102, poz. 649
- Dz.U. z 1998 r. nr 74, poz. 484

### Województwo bialskopodlaskie
- w Białej Podlaskiej dla gmin: Biała Podlaska, Hanna, Huszlew, Janów Podlaski, Kodeń, Konstantynów, Leśna Podlaska, Łomazy, Łosice, Olszanka, Piszczac, Platerów, Rokitno, Rossosz, Sarnaki, Sławatycze, Sosnówka, Stara Kornica, Terespol, Tuczna, Wisznice i Zalesie oraz miast: Biała Podlaska i Terespol,
- w Parczewie dla gmin: Dębowa Kłoda, Jabłoń, Milanów, Parczew, Podedwórze i Siemień,
- w Radzyniu Podlaskim dla gmin: Czemierniki, Drelów, Kąkolewnica Wschodnia, Komarówka Podlaska, Międzyrzec Podlaski, Radzyń Podlaski, Ulan-Majorat i Wohyń oraz miast: Międzyrzec Podlaski i Radzyń Podlaski.

### Województwo białostockie
- w Białymstoku dla gmin: Choroszcz, Czarna Białostocka, Dobrzyniewo Kościelne, Gródek, Juchnowiec Kościelny, Łapy, Michałowo, Poświętne, Supraśl, Suraż, Turośń Kościelna, Tykocin, Wasilków i Zabłudów oraz miasta Białystok,
- w Bielsku Podlaskim dla gmin: Bielsk Podlaski, Boćki, Brańsk, Orla, Rudka i Wyszki oraz miast: Bielsk Podlaski i Brańsk,
- w Hajnówce dla gmin: Białowieża, Czeremcha, Czyże, Dubicze Cerkiewne, Hajnówka, Kleszczele, Narew i Narewka oraz miasta Hajnówka,
- w Mońkach dla gmin: Jasionówka, Jaświły, Knyszyn, Krypno i Mońki,
- w Siemiatyczach dla gmin: Drohiczyn, Dziadkowice, Grodzisk, Mielnik, Milejczyce, Nurzec-Stacja i Siemiatycze oraz miasta Siemiatycze,
- w Sokółce dla gmin: Dąbrowa Białostocka, Janów, Korycin, Krynki, Kuźnica, Nowy Dwór, Sidra, Sokółka, Suchowola i Szudziałowo.

### Województwo bielskie
- w Bielsku-Białej dla gmin: Buczkowice, Jasienica, Jaworze, Kozy, Porąbka, Wilamowice i Wilkowice oraz miast: Bielsko-Biała i Szczyrk,
- w Cieszynie dla gmin: Brenna, Chybie, Dębowiec, Goleszów, Haźlach, Istebna, Skoczów i Strumień oraz miast: Cieszyn, Ustroń i Wisła,
- w Oświęcimiu dla gmin: Chełmek, Kęty, Osiek, Oświęcim, Polanka Wielka, Przeciszów i Zator oraz miasta Oświęcim,
- w Wadowicach dla gmin: Andrychów, Brzeźnica, Budzów, Kalwaria Zebrzydowska, Lanckorona, Maków Podhalański, Mucharz, Spytkowice, Stryszawa, Stryszów, Tomice, Wadowice, Wieprz, Zawoja i Zembrzyce oraz miasta Sucha Beskidzka,
- w Żywcu dla gmin: Czernichów, Gilowice, Jeleśnia, Koszarawa, Lipowa, Łękawica, Łodygowice, Milówka, Radziechowy-Wieprz, Rajcza, Ślemień, Świnna, Ujsoły i Węgierska Górka oraz miasta Żywiec.

### Województwo bydgoskie
- w Bydgoszczy dla gmin: Białe Błota, Dąbrowa Chełmińska, Dobrcz, Koronowo, Mrocza, Nakło nad Notecią, Nowa Wieś Wielka, Osielsko, Sadki, Sicienko i Solec Kujawski oraz miasta Bydgoszcz,
- w Chojnicach dla gmin: Brusy, Cekcyn, Chojnice, Czersk, Gostycyn, Kamień Krajeński, Kęsowo, Lubiewo, Sępólno Krajeńskie, Sośno, Śliwice, Tuchola i Więcbork oraz miasta Chojnice,
- w Inowrocławiu dla gmin: Dąbrowa, Dąbrowa Biskupia, Gniewkowo, Inowrocław, Janikowo, Jeziora Wielkie, Kruszwica, Mogilno, Pakość, Rojewo, Strzelno, Trzemeszno i Złotniki Kujawskie oraz miasta Inowrocław,
- w Świeciu dla gmin: Bukowiec, Dragacz, Drzycim, Jeżewo, Lniano, Nowe, Osie, Pruszcz, Świecie, Świekatowo i Warlubie,
- w Żninie dla gmin: Barcin, Gąsawa, Janowiec Wielkopolski, Kcynia, Łabiszyn, Rogowo, Szubin i Żnin.

### Województwo chełmskie
- w Chełmie dla gmin: Białopole, Chełm, Cyców, Dorohusk, Dubienka, Kamień, Leśniowice, Ruda-Huta, Sawin, Siedliszcze, Wierzbica i Żmudź oraz miasta Chełm,
- w Krasnymstawie dla gmin: Krasnystaw, Kraśniczyn, Łopiennik Górny, Rejowiec, Rejowiec Fabryczny, Siennica Różana i Wojsławice oraz miast: Krasnystaw i Rejowiec Fabryczny,
- we Włodawie dla gmin: Hańsk, Sosnowica, Stary Brus, Urszulin, Włodawa, Wola Uhruska, Wyryki oraz miasta Włodawa.

### Województwo ciechanowskie
- w Ciechanowie dla gmin: Ciechanów, Czernice Borowe, Glinojeck, Gołymin-Ośrodek, Grudusk, Krasne, Ojrzeń, Opinogóra Górna, Regimin i Sońsk oraz miasta Ciechanów,
- w Działdowie dla gmin: Działdowo, Iłowo-Osada, Lidzbark, Lubowidz, Płośnica i Rybno oraz miasta Działdowo,
- w Mławie dla gmin: Bieżuń, Dzierzgowo, Kuczbork-Osada, Lipowiec Kościelny, Lutocin, Radzanów, Strzegowo, Stupsk, Szreńsk, Szydłowo, Wieczfnia Kościelna, Wiśniewo i Żuromin oraz miasta Mława,
- w Płońsku dla gmin: Baboszewo, Dzierzążnia, Joniec, Naruszewo, Nowe Miasto, Płońsk, Raciąż, Siemiątkowo Koziebrodzkie, Sochocin i Załuski oraz miast: Płońsk i Raciąż,
- w Pułtusku dla gmin: Gzy, Karniewo, Nasielsk, Pokrzywnica, Pułtusk, Świercze i Winnica.

### Województwo częstochowskie
- w Częstochowie dla gmin: Blachownia, Gidle, Janów, Kamienica Polska, Kłomnice, Konopiska, Kruszyna, Mstów, Mykanów, Nowa Brzeźnica, Olsztyn, Pajęczno, Poczesna, Rędziny, Starcza i Strzelce Wielkie oraz miasta Częstochowa,
- w Kłobucku dla gmin: Kłobuck, Krzepice, Lipie, Miedźno, Opatów, Panki, Popów, Przystajń i Wręczyca Wielka,
- w Koniecpolu dla gmin: Dąbrowa Zielona, Irządze, Koniecpol, Lelów, Moskorzew, Przyrów, Radków, Secemin, Szczekociny i Żytno,
- w Lublińcu dla gmin: Boronów, Ciasna, Dobrodzień, Herby, Kochanowice, Koszęcin, Pawonków i Woźniki oraz miast: Kalety i Lubliniec,
- w Myszkowie dla gmin: Koziegłowy, Kroczyce, Niegowa, Poraj, Włodowice i Żarki oraz miasta Myszków,
- w Oleśnie dla gmin: Gorzów Śląski, Olesno, Praszka, Radłów i Rudniki.

### Województwo elbląskie
- w Braniewie dla gmin: Braniewo, Frombork, Lelkowo, Młynary, Orneta, Pieniężno, Płoskinia i Wilczęta oraz miasta Braniewo,
- w Elblągu dla gmin: Elbląg, Godkowo, Gronowo Elbląskie, Markusy, Milejewo, Nowy Dwór Gdański, Ostaszewo, Pasłęk, Rychliki, Stegna, Sztutowo i Tolkmicko oraz miast: Elbląg i Krynica Morska,
- w Kwidzynie dla gmin: Gardeja, Kisielice, Kwidzyn, Prabuty, Ryjewo, Sadlinki i Susz oraz miasta Kwidzyn,
- w Malborku dla gmin: Dzierzgoń, Lichnowy, Malbork, Mikołajki Pomorskie, Miłoradz, Nowy Staw, Stare Pole, Stary Dzierzgoń, Stary Targ i Sztum oraz miasta Malbork.

### Województwo gdańskie
- w Gdańsku dla gmin: Cedry Wielkie, Kolbudy Górne, Pruszcz Gdański, Przywidz, Pszczółki, Suchy Dąb i Trąbki Wielkie oraz miast: Gdańsk i Pruszcz Gdański,
- w Gdyni dla gminy Kosakowo oraz miast: Gdynia, Rumia i Sopot,
- w Kartuzach dla gmin: Chmielno, Kartuzy, Przodkowo, Sierakowice, Somonino, Stężyca, Sulęczyno i Żukowo,
- w Kościerzynie dla gmin: Dziemiany, Karsin, Kościerzyna, Liniewo, Lipusz, Nowa Karczma i Stara Kiszewa oraz miasta Kościerzyna,
- w Pucku dla gmin: Krokowa i Puck oraz miast: Hel, Jastarnia, Puck i Władysławowo,
- w Starogardzie Gdańskim dla gmin: Bobowo, Kaliska, Lubichowo, Osieczna, Osiek, Skarszewy, Skórcz, Smętowo Graniczne, Starogard Gdański i Zblewo oraz miast Czarna Woda, Skórcz i Starogard Gdański,
- w Tczewie dla gmin: Gniew, Morzeszczyn, Pelplin, Subkowy i Tczew oraz miasta Tczew,
- w Wejherowie[a] dla gmin: Choczewo, Gniewino, Linia, Luzino, Łęczyce, Szemud i Wejherowo oraz miast: Reda i Wejherowo.

### Województwo gorzowskie
- w Choszcznie dla gmin: Bierzwnik, Choszczno, Dobiegniew, Drawno, Krzęcin, Pełczyce i Recz,
- w Gorzowie Wielkopolskim dla gmin: Bogdaniec, Deszczno, Drezdenko, Kłodawa, Krzeszyce, Lubiszyn, Santok, Stare Kurowo, Strzelce Krajeńskie, Witnica i Zwierzyn oraz miast: Gorzów Wielkopolski i Kostrzyn,
- w Międzychodzie dla gmin: Miedzichowo, Międzychód, Przytoczna i Pszczew,
- w Międzyrzeczu dla gmin: Bledzew, Lubniewice, Międzyrzecz, Skwierzyna, Sulęcin i Trzciel,
- w Myśliborzu dla gmin: Barlinek, Boleszkowice, Dębno, Myślibórz i Nowogródek Pomorski,
- w Słubicach dla gmin: Górzyca, Ośno Lubuskie, Rzepin, Słońsk i Słubice.

### Województwo jeleniogórskie
- w Bolesławcu dla gmin: Bolesławiec, Lwówek Śląski, Nowogrodziec, Osiecznica i Węgliniec oraz miasta Bolesławiec,
- w Jeleniej Górze dla gmin: Bolków, Janowice Wielkie, Jeżów Sudecki, Kamienna Góra, Lubawka, Marciszów, Mirsk, Mysłakowice, Podgórzyn, Stara Kamienica, Świerzawa i Wleń oraz miast: Jelenia Góra, Kamienna Góra, Karpacz, Kowary, Piechowice, Szklarska Poręba, Świeradów-Zdrój i Wojcieszów,
- w Lubaniu dla gmin: Bogatynia, Gryfów Śląski, Leśna, Lubań, Lubomierz, Olszyna, Platerówka, Pieńsk, Siekierczyn, Sulików i Zgorzelec oraz miast: Lubań, Zawidów i Zgorzelec.

### Województwo kaliskie
- w Jarocinie dla gmin: Jaraczewo, Jarocin, Kotlin i Żerków,
- w Kaliszu dla gmin: Blizanów, Brzeziny, Ceków-Kolonia, Godziesze Wielkie, Koźminek, Lisków, Mycielin, Nowe Skalmierzyce, Opatówek, Stawiszyn, Szczytniki i Żelazków oraz miasta Kalisz,
- w Kępnie dla gmin: Baranów, Bolesławiec, Bralin, Czastary, Dziadowa Kłoda, Galewice, Kępno, Łęka Opatowska, Łubnice, Międzybórz, Perzów, Rychtal, Sokolniki, Syców, Trzcinica i Wieruszów,
- w Krotoszynie dla gmin: Koźmin Wielkopolski, Krotoszyn, Rozdrażew i Zduny oraz miasta Sulmierzyce,
- w Ostrowie Wielkopolskim dla gmin: Odolanów, Ostrów Wielkopolski, Przygodzice, Raszków, Sieroszewice i Sośnie oraz miasta Ostrów Wielkopolski,
- w Ostrzeszowie[a] dla gmin: Czajków, Doruchów, Grabów nad Prosną, Kobyla Góra, Kraszewice, Mikstat i Ostrzeszów,
- w Pleszewie dla gmin: Chocz, Czermin, Dobrzyca, Gizałki, Gołuchów i Pleszew.

### Województwo katowickie
- w Będzinie dla gmin: Bobrowniki i Psary oraz miast: Będzin, Czeladź, Dąbrowa Górnicza, Sosnowiec i Wojkowice,
- w Chrzanowie dla gmin: Babice, Chrzanów, Libiąż i Trzebinia oraz miasta Jaworzno,
- w Gliwicach dla gmin: Gierałtowice, Ornontowice, Pilchowice, Rudziniec, Sośnicowice, Toszek i Wielowieś oraz miast: Gliwice, Knurów, Pyskowice i Zabrze,
- w Katowicach dla gminy Chełm Śląski oraz miast: Bytom, Chorzów, Imielin, Katowice, Mysłowice, Radzionków, Ruda Śląska, Siemianowice Śląskie i Świętochłowice,
- w Olkuszu dla gmin: Bolesław, Klucze, Olkusz i Wolbrom oraz miast: Bukowno i Sławków,
- w Pszczynie dla gmin: Bestwina, Brzeszcze, Czechowice-Dziedzice, Goczałkowice-Zdrój, Miedźna, Pawłowice, Pszczyna i Suszec,
- w Raciborzu dla gmin: Krzanowice, Krzyżanowice, Kuźnia Raciborska, Nędza, Pietrowice Wielkie i Rudnik oraz miasta Racibórz,
- w Rybniku dla gmin: Czerwionka-Leszczyny, Gaszowice, Jejkowice, Kornowac, Lyski i Świerklany oraz miast Rybnik i Żory,
- w Tarnowskich Górach dla gmin: Krupski Młyn, Ożarowice, Świerklaniec, Tworóg i Zbrosławice oraz miast: Miasteczko Śląskie, Piekary Śląskie i Tarnowskie Góry,
- w Tychach dla gmin: Bojszowy, Kobiór i Wyry oraz miast: Bieruń, Lędziny, Łaziska Górne, Mikołów, Orzesze i Tychy,
- w Wodzisławiu Śląskim dla gmin: Godów, Gorzyce, Lubomia, Marklowice, Mszana i Zebrzydowice oraz miast: Jastrzębie-Zdrój, Pszów, Radlin, Rydułtowy i Wodzisław Śląski,
- w Zawierciu dla gmin: Łazy, Mierzęcice, Ogrodzieniec, Pilica, Siewierz i Żarnowiec oraz miast: Poręba i Zawiercie.

### Województwo kieleckie
- w Busku-Zdroju dla gmin: Bejsce, Busko-Zdrój, Chmielnik, Czarnocin, Gnojno, Kazimierza Wielka, Kije, Koszyce, Michałów, Nowy Korczyn, Oleśnica, Opatowiec, Pacanów, Pińczów, Solec-Zdrój, Stopnica, Szydłów, Tuczępy, Wiślica i Złota,
- w Jędrzejowie dla gmin: Imielno, Jędrzejów, Krasocin, Małogoszcz, Nagłowice, Oksa, Sędziszów, Słupia, Sobków, Włoszczowa i Wodzisław,
- w Kielcach dla gmin: Bieliny, Bodzentyn, Chęciny, Daleszyce, Górno, Łagów, Łączna, Łopuszno, Masłów, Miedziana Góra, Morawica, Nowa Słupia, Piekoszów, Pierzchnica, Raków, Sitkówka-Nowiny, Słupia (Konecka), Strawczyn, Suchedniów i Zagnańsk oraz miasta Kielce,
- w Końskich dla gmin: Bliżyn, Końskie, Mniów, Radoszyce, Ruda Maleniecka, Smyków i Stąporków,
- w Miechowie dla gmin: Charsznica, Działoszyce, Kozłów, Książ Wielki, Miechów, Pałecznica, Racławice, Skalbmierz i Słaboszów,
- w Starachowicach dla gmin: Bałtów, Bodzechów, Brody, Kunów, Mirzec, Pawłów, Skarżysko Kościelne, Waśniów i Wąchock oraz miast: Ostrowiec Świętokrzyski, Skarżysko-Kamienna i Starachowice.

### Województwo konińskie
- w Kole dla gmin: Babiak, Chodów, Dąbie, Grabów, Grzegorzew, Kłodawa, Koło, Kościelec, Olszówka, Osiek Mały, Przedecz, Sompolno i Wierzbinek oraz miasta Koło,
- w Koninie dla gmin: Golina, Grodziec, Kazimierz Biskupi, Kleczew, Kramsk, Krzymów, Rychwał, Rzgów, Skulsk, Stare Miasto, Ślesin i Wilczyn oraz miasta Konin,
- w Słupcy dla gmin: Lądek, Orchowo, Ostrowite, Powidz, Pyzdry, Słupca, Strzałkowo, Witkowo i Zagórów oraz miasta Słupca,
- w Turku dla gmin: Brudzew, Dobra, Kawęczyn, Malanów, Przykona, Świnice Warckie, Tuliszków, Turek, Uniejów i Władysławów oraz miasta Turek.

### Województwo koszalińskie
- w Białogardzie dla gmin: Białogard, Karlino i Tychowo oraz miasta Białogard,
- w Drawsku Pomorskim dla gmin: Drawsko Pomorskie, Kalisz Pomorski, Ostrowice, Wierzchowo i Złocieniec,
- w Kołobrzegu dla gmin: Dygowo, Gościno, Kołobrzeg, Rymań, Siemyśl i Ustronie Morskie oraz miasta Kołobrzeg,
- w Koszalinie dla gmin: Będzino, Biesiekierz, Bobolice, Darłowo, Malechowo, Manowo, Mielno, Polanów, Sianów i Świeszyno oraz miast Darłowo i Koszalin,
- w Szczecinku dla gmin: Barwice, Biały Bór, Borne-Sulinowo, Czaplinek, Grzmiąca i Szczecinek oraz miasta Szczecinek,
- w Świdwinie dla gmin: Brzeźno, Połczyn-Zdrój, Rąbino, Sławoborze i Świdwin oraz miasta Świdwin.

### Województwo krakowskie
- w Krakowie dla gmin: Alwernia, Biskupice, Czernichów, Drwinia, Gdów, Gołcza, Iwanowice, Jerzmanowice-Przeginia, Kłaj, Kocmyrzów-Luborzyca, Krzeszowice, Liszki, Michałowice, Mogilany, Niepołomice, Skała, Skawina, Słomniki, Sułoszowa, Świątniki Górne, Trzyciąż, Wieliczka, Wielka Wieś, Zabierzów i Zielonki oraz miasta Kraków,
- w Myślenicach dla gmin: Dobczyce, Myślenice, Pcim, Raciechowice, Siepraw, Sułkowice, Tokarnia i Wiśniowa,
- w Proszowicach dla gmin: Igołomia-Wawrzeńczyce, Koniusza, Nowe Brzesko, Proszowice i Radziemice.

### Województwo krośnieńskie
- w Jaśle dla gmin: Biecz, Brzyska, Dębowiec, Jasło, Kołaczyce, Krempna, Lipinki, Osiek Jasielski, Nowy Żmigród, Skołyszyn i Tarnowiec oraz miasta Jasło,
- w Krośnie dla gmin: Brzozów, Chorkówka, Domaradz, Dukla, Dydnia, Haczów, Iwonicz-Zdrój, Jasienica Rosielna, Jedlicze, Korczyna, Krościenko Wyżne, Miejsce Piastowe, Nozdrzec, Rymanów i Wojaszówka oraz miasta Krosno,
- w Sanoku dla gmin: Baligród, Besko, Bukowsko, Cisna, Czarna, Komańcza, Lesko, Lutowiska, Olszanica, Sanok, Solina, Tyrawa Wołoska, Ustrzyki Dolne, Zagórz i Zarszyn oraz miasta Sanok.

### Województwo legnickie
- w Głogowie dla gmin: Gaworzyce, Głogów, Grębocice, Jerzmanowa, Kotla, Pęcław, Przemków, Radwanice i Żukowice oraz miasta Głogów,
- w Legnicy dla gmin: Chojnów, Gromadka, Krotoszyce, Kunice, Legnickie Pole, Męcinka, Miłkowice, Mściwojów, Paszowice, Pielgrzymka, Prochowice, Ruja, Udanin, Warta Bolesławiecka, Wądroże Wielkie, Zagrodno i Złotoryja oraz miast: Chojnów, Jawor, Legnica i Złotoryja,
- w Lubinie dla gmin: Chocianów, Lubin, Polkowice, Rudna i Ścinawa oraz miasta Lubin.

### Województwo leszczyńskie
- w Gostyniu dla gmin: Borek Wielkopolski, Gostyń, Krobia, Pępowo, Piaski, Pogorzela i Poniec,
- w Górze[a] dla gmin: Góra, Jemielno, Niechlów i Wąsosz,
- w Kościanie dla gmin: Kościan, Krzywiń, Przemęt i Śmigiel oraz miasta Kościan,
- w Lesznie dla gmin: Krzemieniewo, Lipno, Osieczna, Rydzyna, Szlichtyngowa, Święciechowa, Wijewo, Włoszakowice i Wschowa oraz miasta Leszno,
- w Rawiczu dla gmin: Bojanowo, Jutrosin, Kobylin, Miejska Górka, Pakosław i Rawicz.

### Województwo lubelskie
- w Kraśniku dla gmin: Borzechów, Dzierzkowice, Kraśnik, Urzędów, Wilkołaz i Zakrzówek oraz miasta Kraśnik,
- w Lubartowie dla gmin: Abramów, Borki, Firlej, Jeziorzany, Kamionka, Kock, Lubartów, Michów, Niedźwiada, Ostrówek, Ostrów Lubelski, Serniki i Uścimów oraz miasta Lubartów,
- w Lublinie dla gmin: Bełżyce, Bychawa, Fajsławice, Głusk, Jabłonna, Jastków, Konopnica, Krzczonów, Ludwin, Łęczna, Mełgiew, Milejów, Niedrzwica Duża, Niemce, Piaski, Puchaczów, Rybczewice, Spiczyn, Strzyżewice, Trawniki, Wólka i Wojciechów oraz miast Lublin i Świdnik,
- w Opolu Lubelskim dla gmin: Chodel, Józefów, Karczmiska, Łaziska, Opole Lubelskie, Poniatowa i Wilków,
- w Puławach dla gmin: Baranów, Garbów, Janowiec, Kazimierz Dolny, Końskowola, Kurów, Markuszów, Nałęczów, Puławy, Wąwolnica i Żyrzyn oraz miast Dęblin i Puławy,
- w Rykach dla gmin: Nowodwór, Ryki, Stężyca i Ułęż.

### Województwo łomżyńskie
- w Grajewie dla gmin: Goniądz, Grajewo, Radziłów, Rajgród, Szczuczyn, Trzcianne i Wąsosz oraz miasta Grajewo,
- w Kolnie dla gmin: Grabowo, Kolno, Mały Płock, Stawiski i Turośl oraz miasta Kolno,
- w Łomży dla gmin: Jedwabne, Łomża, Miastkowo, Nowogród, Piątnica, Przytuły, Śniadowo, Wizna i Zbójna oraz miasta Łomża,
- w Wysokiem Mazowieckiem dla gmin: Ciechanowiec, Czyżew-Osada, Klukowo, Kobylin-Borzymy, Kulesze Kościelne, Nowe Piekuty, Perlejewo, Sokoły, Szepietowo i Wysokie Mazowieckie oraz miasta Wysokie Mazowieckie,
- w Zambrowie dla gmin: Andrzejewo, Boguty-Pianki, Kołaki Kościelne, Nur, Rutki, Szulborze Wielkie, Szumowo, Zambrów, Zaręby Kościelne i Zawady oraz miasta Zambrów.

### Województwo łódzkie
- w Łodzi dla gmin: Andrespol, Brójce i Nowosolna oraz miasta Łódź,
- w Pabianicach dla gmin: Ksawerów, Pabianice i Rzgów oraz miast: Konstantynów Łódzki i Pabianice,
- w Zgierzu dla gmin: Aleksandrów Łódzki, Głowno, Ozorków, Parzęczew, Stryków i Zgierz oraz miast: Głowno, Ozorków i Zgierz.

### Województwo nowosądeckie
- w Gorlicach dla gmin: Bobowa, Gorlice, Łużna, Moszczenica, Ropa, Sękowa i Uście Gorlickie oraz miasta Gorlice,
- w Limanowej dla gmin: Dobra, Jodłownik, Kamienica, Laskowa, Limanowa, Łukowica, Mszana Dolna, Niedźwiedź, Słopnice i Tymbark oraz miast: Limanowa i Mszana Dolna,
- w Nowym Sączu dla gmin: Chełmiec, Gródek nad Dunajcem, Grybów, Kamionka Wielka, Korzenna, Krynica, Łabowa, Łącko, Łososina Dolna, Muszyna, Nawojowa, Piwniczna, Podegrodzie, Rytro i Stary Sącz oraz miast Grybów i Nowy Sącz,
- w Nowym Targu dla gmin: Biały Dunajec, Bukowina Tatrzańska, Bystra-Sidzina, Czarny Dunajec, Czorsztyn, Jabłonka, Jordanów, Kościelisko, Krościenko nad Dunajcem, Lipnica Wielka, Lubień, Łapsze Niżne, Nowy Targ, Ochotnica Dolna, Poronin, Raba Wyżna, Rabka, Spytkowice i Szaflary oraz miast: Jordanów, Nowy Targ, Szczawnica i Zakopane.

### Województwo olsztyńskie
- w Bartoszycach dla gmin: Bartoszyce, Bisztynek, Górowo Iławeckie i Sępopol oraz miast: Bartoszyce i Górowo Iławeckie,
- w Iławie[a] dla gmin: Iława i Lubawa oraz miast: Iława i Lubawa,
- w Kętrzynie dla gmin: Barciany, Kętrzyn, Korsze, Reszel i Srokowo oraz miasta Kętrzyn,
- w Lidzbarku Warmińskim dla gmin: Dobre Miasto, Kiwity, Lidzbark Warmiński i Lubomino oraz miasta Lidzbark Warmiński,
- w Morągu dla gmin: Małdyty, Miłakowo, Morąg i Zalewo,
- w Mrągowie[a] dla gmin: Mrągowo, Piecki i Sorkwity oraz miasta Mrągowo,
- w Nidzicy dla gmin: Janowiec Kościelny, Janowo, Kozłowo i Nidzica,
- w Olsztynie dla gmin: Barczewo, Biskupiec, Dywity, Gietrzwałd, Jeziorany, Jonkowo, Kolno, Olsztynek, Purda, Stawiguda i Świątki oraz miasta Olsztyn,
- w Ostródzie dla gmin: Dąbrówno, Grunwald, Łukta, Miłomłyn i Ostróda oraz miasta Ostróda,
- w Szczytnie dla gmin: Dźwierzuty, Jedwabno, Pasym, Szczytno, Świętajno i Wielbark oraz miasta Szczytno.

### Województwo opolskie
- w Brzegu dla gmin: Brzeg, Grodków, Lewin Brzeski, Lubsza i Olszanka oraz miasta Brzeg,
- w Głubczycach dla gmin: Baborów, Branice, Głubczyce i Kietrz,
- w Kędzierzynie-Koźlu dla gmin: Bierawa, Cisek, Głogówek, Pawłowiczki, Polska Cerekiew, Reńska Wieś, Walce i Zdzieszowice oraz miasta Kędzierzyn-Koźle,
- w Kluczborku dla gmin: Byczyna, Domaszowice, Kluczbork, Lasowice Wielkie, Namysłów, Świerczów, Wilków i Wołczyn,
- w Nysie dla gmin: Głuchołazy, Kamiennik, Korfantów, Lubrza, Łambinowice, Nysa, Otmuchów, Paczków, Pakosławice, Prudnik i Skoroszyce,
- w Opolu dla gmin: Biała, Chrząstowice, Dąbrowa, Dobrzeń Wielki, Gogolin, Komprachcice, Krapkowice, Łubniany, Murów, Niemodlin, Ozimek, Pokój, Popielów, Prószków, Strzeleczki, Tarnów Opolski, Tułowice, Turawa i Zębowice oraz miasta Opole,
- w Strzelcach Opolskich[a] dla gmin: Izbicko, Jemielnica, Kolonowskie, Leśnica, Strzelce Opolskie, Ujazd i Zawadzkie.

### Województwo ostrołęckie
- w Makowie Mazowieckim dla gmin: Czerwonka, Krasnosielc, Płoniawy-Bramura, Rzewnie, Sypniewo i Szelków oraz miasta Maków Mazowiecki,
- w Ostrołęce dla gmin: Baranowo, Czarnia, Czerwin, Goworowo, Kadzidło, Lelis, Łyse, Młynarze, Myszyniec, Olszewo-Borki, Rozogi, Różan, Rzekuń i Troszyn oraz miasta Ostrołęka,
- w Ostrowi Mazowieckiej dla gmin: Brok, Małkinia Górna, Ostrów Mazowiecka, Stary Lubotyń i Wąsewo oraz miasta Ostrów Mazowiecka,
- w Przasnyszu dla gmin: Chorzele, Jednorożec, Krzynowłoga Mała i Przasnysz oraz miasta Przasnysz,
- w Wyszkowie dla gmin: Brańszczyk, Dąbrówka, Długosiodło, Klembów, Obryte, Rząśnik, Somianka, Tłuszcz, Wyszków, Zabrodzie i Zatory.

### Województwo pilskie
- w Chodzieży dla gmin: Budzyń, Chodzież, Margonin, Ryczywół, Szamocin i Ujście oraz miasta Chodzież
- w Czarnkowie dla gmin: Czarnków, Drawsko, Lubasz, Połajewo i Wronki oraz miasta Czarnków,
- w Pile dla gmin: Białośliwie, Kaczory, Łobżenica, Miasteczko Krajeńskie, Szydłowo, Wyrzysk i Wysoka oraz miasta Piła,
- w Trzciance dla gmin: Krzyż Wielkopolski, Trzcianka i Wieleń,
- w Wałczu dla gmin: Człopa, Mirosławiec, Tuczno i Wałcz oraz miasta Wałcz,
- w Wągrowcu dla gmin: Damasławek, Gołańcz, Rogoźno, Wapno i Wągrowiec oraz miasta Wągrowiec,
- w Złotowie dla gmin: Jastrowie, Krajenka, Lipka, Okonek, Tarnówka, Zakrzewo i Złotów oraz miasta Złotów.

### Województwo piotrkowskie
- w Bełchatowie dla gmin: Bełchatów, Dłutów, Drużbice, Kleszczów, Kluki, Rząśnia, Szczerców i Zelów oraz miasta Bełchatów,
- w Opocznie dla gmin: Białaczów, Fałków, Mniszków, Opoczno, Paradyż, Poświętne, Sławno i Żarnów,
- w Piotrkowie Trybunalskim dla gmin: Aleksandrów, Czarnocin, Gorzkowice, Grabica, Łęki Szlacheckie, Moszczenica, Ręczno, Rozprza, Sulejów, Tuszyn, Wola Krzysztoporska i Wolbórz oraz miasta Piotrków Trybunalski,
- w Radomsku dla gmin: Dobryszyce, Gomunice, Kamieńsk, Kluczewsko, Kobiele Wielkie, Kodrąb, Lgota Wielka, Ładzice, Masłowice, Przedbórz, Radomsko, Sulmierzyce i Wielgomłyny oraz miasta Radomsko,
- w Tomaszowie Mazowieckim dla gmin: Będków, Budziszewice, Czerniewice, Inowłódz, Koluszki, Lubochnia, Rokiciny, Rzeczyca, Tomaszów Mazowiecki, Ujazd i Żelechlinek oraz miasta Tomaszów Mazowiecki.

### Województwo płockie
- w Kutnie dla gmin: Bedlno, Dąbrowice, Kiernozia, Krośniewice, Krzyżanów, Kutno, Łanięta, Nowe Ostrowy, Oporów, Pacyna, Strzelce, Szczawin Kościelny i Żychlin oraz miasta Kutno,
- w Łęczycy[a] dla gmin: Daszyna, Góra Świętej Małgorzaty, Łęczyca, Piątek i Witonia oraz miasta Łęczyca,
- w Płocku dla gmin: Bielsk, Bodzanów, Brudzeń Duży, Bulkowo, Czerwińsk nad Wisłą, Drobin, Gąbin, Gostynin, Iłów, Łąck, Mała Wieś, Nowy Duninów, Radzanowo, Sanniki, Słubice, Słupno, Stara Biała, Staroźreby i Wyszogród oraz miast: Gostynin i Płock,
- w Sierpcu dla gmin: Gozdowo, Mochowo, Rościszewo, Sierpc, Szczutowo i Zawidz oraz miasta Sierpc.

### Województwo poznańskie
- w Gnieźnie dla gmin: Czerniejewo, Gniezno, Kiszkowo, Kłecko, Łubowo, Mieleszyn, Mieścisko i Niechanowo oraz miasta Gniezno,
- w Grodzisku Wielkopolskim dla gmin: Granowo, Grodzisk Wielkopolski, Kamieniec, Rakoniewice i Wielichowo,
- w Nowym Tomyślu dla gmin: Kuślin, Lwówek, Nowy Tomyśl i Opalenica,
- w Poznaniu dla gmin: Buk, Czerwonak, Dopiewo, Kleszczewo, Komorniki, Kostrzyn, Kórnik, Mosina, Murowana Goślina, Oborniki, Pobiedziska, Rokietnica, Skoki, Stęszew, Suchy Las, Swarzędz i Tarnowo Podgórne oraz miast: Luboń, Poznań i Puszczykowo,
- w Szamotułach dla gmin: Chrzypsko Wielkie, Duszniki, Kaźmierz, Kwilcz, Obrzycko, Ostroróg, Pniewy, Sieraków i Szamotuły oraz miasta Obrzycko,
- w Śremie dla gmin: Brodnica, Czempiń, Dolsk, Książ Wielkopolski i Śrem,
- w Środzie Wielkopolskiej dla gmin: Dominowo, Krzykosy, Nowe Miasto nad Wartą, Środa Wielkopolska i Zaniemyśl,
- we Wrześni dla gmin: Kołaczkowo, Miłosław, Nekla i Września.

### Województwo przemyskie
- w Jarosławiu dla gmin: Chłopice, Jarosław, Laszki, Pawłosiów, Pruchnik, Radymno, Rokietnica, Roźwienica i Wiązownica oraz miast: Jarosław i Radymno,
- w Lubaczowie dla gmin: Cieszanów, Horyniec, Lubaczów, Narol, Oleszyce, Stary Dzików i Wielkie Oczy oraz miasta Lubaczów,
- w Przemyślu dla gmin: Bircza, Dubiecko, Dynów, Fredropol, Krasiczyn, Krzywcza, Medyka, Orły, Przemyśl, Stubno i Żurawica oraz miast: Dynów i Przemyśl,
- w Przeworsku[a] dla gmin: Adamówka, Gać, Jawornik Polski, Kańczuga, Przeworsk, Sieniawa, Tryńcza i Zarzecze oraz miasta Przeworsk.

### Województwo radomskie
- w Grójcu dla gmin: Belsk Duży, Błędów, Chynów, Goszczyn, Grójec, Jasieniec, Mogielnica, Nowe Miasto nad Pilicą, Pniewy, Promna i Warka,
- w Kozienicach dla gmin: Garbatka-Letnisko, Głowaczów, Gniewoszów, Grabów nad Pilicą, Kozienice, Magnuszew i Sieciechów,
- w Przysusze dla gmin: Borkowice, Drzewica, Gielniów, Gowarczów, Klwów, Odrzywół, Potworów, Przysucha, Rusinów i Wieniawa
- w Radomiu dla gmin: Białobrzegi, Gózd, Iłża, Jastrzębia, Jedlińsk, Jedlnia-Letnisko, Kazanów, Kowala, Pionki, Przytyk, Radzanów, Rzeczniów, Skaryszew, Stara Błotnica, Stromiec, Wierzbica, Wolanów, Wyśmierzyce i Zakrzew oraz miast: Pionki i Radom,
- w Szydłowcu dla gmin: Chlewiska, Jastrząb, Mirów, Orońsko i Szydłowiec,
- w Zwoleniu dla gmin: Chotcza, Ciepielów, Lipsko, Policzna, Przyłęk, Sienno, Solec nad Wisłą, Tczów i Zwoleń.

### Województwo rzeszowskie
- w Kolbuszowej[a] dla gmin: Cmolas, Kolbuszowa, Niwiska, Raniżów i Stary Dzikowiec,
- w Leżajsku dla gmin: Grodzisko Dolne, Kamień, Kuryłówka, Leżajsk, Nowa Sarzyna, Rakszawa, Sokołów Małopolski i Żołynia oraz miasta Leżajsk,
- w Mielcu dla gmin: Borowa, Czermin, Gawłuszowice, Mielec, Przecław i Tuszów Narodowy oraz miasta Mielec,
- w Ropczycach dla gmin: Ostrów, Ropczyce i Wielopole Skrzyńskie,
- w Rzeszowie dla gmin: Białobrzegi, Błażowa, Boguchwała, Chmielnik, Czarna, Czudec, Frysztak, Głogów Małopolski, Hyżne, Iwierzyce, Krasne, Lubenia, Łańcut, Markowa, Niebylec, Sędziszów Małopolski, Strzyżów, Świlcza, Trzebownisko, Tyczyn i Wiśniowa oraz miast: Łańcut i Rzeszów.

### Województwo siedleckie
- w Garwolinie dla gmin: Borowie, Garwolin, Górzno, Kłoczew, Łaskarzew, Maciejowice, Miastków Kościelny, Osieck, Parysów, Pilawa, Sobienie-Jeziory, Sobolew, Trojanów, Wilga i Żelechów oraz miast Garwolin i Łaskarzew,
- w Łukowie dla gmin: Adamów, Krzywda, Łuków, Serokomla, Stanin, Stoczek Łukowski, Trzebieszów, Wojcieszków i Wola Mysłowska oraz miast: Łuków i Stoczek Łukowski,
- w Mińsku Mazowieckim dla gmin: Cegłów, Dębe Wielkie, Dobre, Jakubów, Kałuszyn, Kołbiel, Latowicz, Mińsk Mazowiecki, Mrozy, Poświętne, Siennica, Stanisławów i Strachówka oraz miasta Mińsk Mazowiecki,
- w Siedlcach dla gmin: Domanice, Korczew, Kotuń, Mokobody, Mordy, Paprotnia, Przesmyki, Siedlce, Skórzec, Suchożebry, Wiśniew, Wodynie i Zbuczyn Poduchowny oraz miasta Siedlce,
- w Sokołowie Podlaskim dla gmin: Bielany, Ceranów, Jabłonna Lacka, Kosów Lacki, Repki, Sabnie, Sokołów Podlaski i Sterdyń oraz miasta Sokołów Podlaski,
- w Węgrowie dla gmin: Grębków, Jadów, Korytnica, Liw, Łochów, Miedzna, Sadowne, Stoczek i Wierzbno oraz miasta Węgrów.

### Województwo sieradzkie
- w Łasku dla gmin: Buczek, Dobroń, Lutomiersk, Łask, Sędziejowice, Widawa i Wodzierady,
- w Sieradzu dla gmin: Błaszki, Brąszewice, Brzeźnio, Burzenin, Goszczanów, Klonowa, Pęczniew, Sieradz, Warta, Wróblew i Złoczew oraz miasta Sieradz,
- w Wieluniu dla gmin: Biała, Czarnożyły, Działoszyn, Kiełczygłów, Konopnica, Lututów, Mokrsko, Osjaków, Ostrówek, Pątnów, Rusiec, Siemkowice, Skomlin, Wieluń i Wierzchlas,
- w Zduńskiej Woli[a] dla gmin: Dalików, Poddębice, Szadek, Wartkowice, Zadzim, Zapolice i Zduńska Wola oraz miasta Zduńska Wola.

### Województwo skierniewickie
- w Łowiczu dla gmin: Bielawy, Chąśno, Domaniewice, Kocierzew Południowy, Łowicz, Łyszkowice, Nieborów i Zduny oraz miasta Łowicz,
- w Rawie Mazowieckiej dla gmin: Biała Rawska, Cielądz, Głuchów, Rawa Mazowiecka, Regnów i Sadkowice oraz miasta Rawa Mazowiecka,
- w Skierniewicach dla gmin: Bolimów, Brzeziny, Dmosin, Godzianów, Jeżów, Kowiesy, Lipce Reymontowskie, Maków, Nowy Kawęczyn, Puszcza Mariańska, Rogów, Skierniewice i Słupia oraz miast: Brzeziny i Skierniewice,
- w Sochaczewie dla gmin: Młodzieszyn, Nowa Sucha, Rybno, Sochaczew i Teresin oraz miasta Sochaczew,
- w Żyrardowie[a] dla gmin: Baranów, Jaktorów, Mszczonów, Radziejowice, Wiskitki i Żabia Wola oraz miasta Żyrardów.

### Województwo słupskie
- w Bytowie dla gmin: Borzytuchom, Bytów, Kołczygłowy, Lipnica, Parchowo, Studzienice i Tuchomie,
- w Człuchowie dla gmin: Czarne, Człuchów, Debrzno, Konarzyny, Przechlewo i Rzeczenica oraz miasta Człuchów,
- w Lęborku dla gmin: Cewice, Czarna Dąbrówka, Nowa Wieś Lęborska, Potęgowo i Wicko oraz miast: Lębork i Łeba,
- w Miastku dla gmin: Koczała, Miastko i Trzebielino,
- w Słupsku dla gmin: Damnica, Dębnica Kaszubska, Główczyce, Kępice, Kobylnica, Postomino, Sławno, Słupsk, Smołdzino i Ustka oraz miast: Sławno, Słupsk i Ustka.

### Województwo suwalskie
- w Augustowie dla gmin: Augustów, Bargłów Kościelny, Lipsk, Nowinka, Płaska i Sztabin oraz miasta Augustów,
- w Ełku dla gmin: Ełk, Kalinowo, Prostki i Stare Juchy oraz miasta Ełk,
- w Giżycku dla gmin: Giżycko, Kruklanki, Mikołajki, Miłki, Ryn i Wydminy oraz miasta Giżycko,
- w Gołdapi dla gmin: Dubeninki i Gołdap,
- w Olecku dla gmin: Kowale Oleckie, Olecko, Świętajno i Wieliczki,
- w Piszu dla gmin: Biała Piska, Orzysz, Pisz i Ruciane-Nida,
- w Sejnach dla gmin: Giby, Krasnopol, Puńsk i Sejny oraz miasta Sejny,
- w Suwałkach dla gmin: Bakałarzewo, Filipów, Jeleniewo, Przerośl, Raczki, Rutka-Tartak, Suwałki, Szypliszki i Wiżajny oraz miasta Suwałki,
- w Węgorzewie dla gmin: Banie Mazurskie, Budry, Pozezdrze i Węgorzewo.

### Województwo szczecińskie
- w Gryficach dla gmin: Brojce, Dziwnów, Golczewo, Gryfice, Kamień Pomorski, Karnice, Płoty, Radowo Małe, Resko, Rewal, Świerzno i Trzebiatów
- w Gryfinie dla gmin: Banie, Cedynia, Chojna, Gryfino, Mieszkowice, Moryń, Stare Czarnowo, Trzcińsko-Zdrój i Widuchowa,
- w Goleniowie dla gmin: Dobra, Goleniów, Maszewo, Nowogard, Osina, Przybiernów i Stepnica,
- w Pyrzycach dla gmin: Bielice, Dolice, Kozielice, Lipiany, Przelewice, Pyrzyce i Warnice
- w Stargardzie Szczecińskim dla gmin: Chociwel, Dobrzany, Ińsko, Kobylanka, Łobez, Marianowo, Stara Dąbrowa, Stargard Szczeciński, Suchań i Węgorzyno oraz miasta Stargard Szczeciński,
- w Szczecinie dla gmin: Dobra (Szczecińska), Kołbaskowo, Nowe Warpno i Police oraz miasta Szczecin,
- w Świnoujściu dla gmin: Międzyzdroje i Wolin oraz miasta Świnoujście.

### Województwo tarnobrzeskie
- w Janowie Lubelskim dla gmin: Batorz, Chrzanów, Dzwola, Godziszów, Janów Lubelski, Modliborzyce, Potok Wielki, Szastarka i Trzydnik Duży,
- w Nisku[a] dla gmin: Bojanów, Harasiuki, Jarocin, Jeżowe, Krzeszów, Nisko, Rudnik nad Sanem i Ulanów,
- w Opatowie dla gmin: Baćkowice, Ćmielów, Iwaniska, Lipnik, Opatów, Ożarów, Sadowie, Tarłów i Wojciechowice,
- w Sandomierzu dla gmin: Annopol, Dwikozy, Gościeradów, Klimontów, Koprzywnica, Łoniów, Obrazów, Samborzec, Wilczyce i Zawichost oraz miasta Sandomierz
- w Stalowej Woli dla gmin Pysznica, Radomyśl, Zaklików i Zaleszany oraz miasta Stalowa Wola,
- w Staszowie dla gmin: Bogoria, Łubnice, Osiek, Połaniec, Rytwiany i Staszów,
- w Tarnobrzegu dla gmin: Baranów Sandomierski, Gorzyce, Grębów, Majdan Królewski, Nowa Dęba i Padew Narodowa oraz miasta Tarnobrzeg.

### Województwo tarnowskie
- w Bochni dla gmin: Bochnia, Lipnica Murowana, Łapanów, Nowy Wiśnicz, Rzezawa, Trzciana i Żegocina oraz miasta Bochnia,
- w Brzesku[b] dla gmin: Borzęcin, Brzesko, Czchów, Dębno, Gnojnik, Iwkowa i Szczurowa,
- w Dąbrowie Tarnowskiej dla gmin: Bolesław, Dąbrowa Tarnowska, Gręboszów, Mędrzechów, Olesno, Radgoszcz, Szczucin, Wadowice Górne i Wietrzychowice,
- w Dębicy dla gmin: Brzostek, Czarna, Dębica, Jodłowa, Pilzno, Radomyśl Wielki i Żyraków oraz miasta Dębica,
- w Tarnowie dla gmin: Ciężkowice, Gromnik, Lisia Góra, Pleśna, Radłów, Ryglice, Rzepiennik Strzyżewski, Skrzyszów, Szerzyny, Tarnów, Tuchów, Wierzchosławice, Wojnicz, Zakliczyn i Żabno oraz miasta Tarnów.

### Województwo toruńskie
- w Brodnicy dla gmin: Biskupiec, Bobrowo, Brodnica, Brzozie, Górzno, Grążawy, Grodziczno, Jabłonowo Pomorskie, Kurzętnik, Nowe Miasto Lubawskie, Osiek, Świedziebnia, Wąpielsk i Zbiczno oraz miast: Brodnica i Nowe Miasto Lubawskie,
- w Grudziądzu dla gmin: Chełmno, Grudziądz, Gruta, Lisewo, Łasin, Rogóźno, Stolno i Świecie nad Osą oraz miast: Chełmno i Grudziądz,
- w Toruniu dla gmin: Chełmża, Ciechocin, Golub-Dobrzyń, Kijewo Królewskie, Kowalewo Pomorskie, Lubicz, Łubianka, Łysomice, Obrowo, Papowo Biskupie, Radomin, Unisław, Wielka Nieszawka i Zławieś Wielka oraz miast: Chełmża, Golub-Dobrzyń i Toruń,
- w Wąbrzeźnie dla gmin: Dębowa Łąka, Książki, Płużnica, Radzyń Chełmiński i Wąbrzeźno oraz miasta Wąbrzeźno.

### Województwo wałbrzyskie
- w Bystrzycy Kłodzkiej dla gmin: Bystrzyca Kłodzka, Międzylesie i Stronie Śląskie,
- w Dzierżoniowie dla gmin: Dzierżoniów i Niemcza oraz miast: Bielawa, Dzierżoniów, Pieszyce i Piława Górna,
- w Kłodzku dla gmin: Kłodzko, Lądek-Zdrój, Lewin Kłodzki, Nowa Ruda, Radków i Szczytna oraz miast: Duszniki-Zdrój, Kłodzko, Kudowa-Zdrój, Nowa Ruda i Polanica-Zdrój,
- w Świdnicy dla gmin: Dobromierz, Jaworzyna Śląska, Marcinowice, Strzegom, Świdnica i Żarów oraz miast: Świdnica i Świebodzice,
- w Wałbrzychu dla gmin: Czarny Bór, Głuszyca, Mieroszów, Stare Bogaczowice i Walim oraz miast: Boguszów-Gorce, Jedlina-Zdrój, Szczawno-Zdrój i Wałbrzych,
- w Ząbkowicach Śląskich dla gmin: Bardo, Ciepłowody, Kamieniec Ząbkowicki, Przeworno, Stoszowice, Ząbkowice Śląskie, Ziębice i Złoty Stok.

### Województwo warszawskie
- w Legionowie dla gmin: Jabłonna, Nieporęt, Serock i Wieliszew oraz miasta Legionowo,
- w Nowym Dworze Mazowieckim dla gmin: Brochów, Czosnów, Leoncin, Pomiechówek i Zakroczym oraz miasta Nowy Dwór Mazowiecki,
- w Otwocku dla gmin: Celestynów, Karczew i Wiązowna oraz miast: Józefów i Otwock
- w Piasecznie dla gmin: Góra Kalwaria, Konstancin-Jeziorna, Lesznowola, Piaseczno, Prażmów i Tarczyn,
- w Pruszkowie dla gmin: Błonie, Brwinów, Grodzisk Mazowiecki, Kampinos, Leszno, Michałowice, Nadarzyn i Ożarów Mazowiecki oraz miast: Milanówek, Piastów, Podkowa Leśna i Pruszków,
- w Warszawie dla gmin warszawskich: Warszawa-Bemowo, Warszawa-Białołęka, Warszawa-Bielany, Warszawa-Centrum, Warszawa-Rembertów, Warszawa-Targówek, Warszawa-Ursus, Warszawa-Ursynów, Warszawa-Wawer, Warszawa-Wilanów, Warszawa-Włochy, gmin: Halinów, Izabelin, Łomianki, Radzymin, Raszyn i Stare Babice oraz miast: Marki, Sulejówek, Wesoła i Ząbki,
- w Wołominie dla gminy Wołomin oraz miast: Kobyłka i Zielonka.

### Województwo włocławskie
- w Aleksandrowie Kujawskim[a] dla gmin: Aleksandrów Kujawski, Bądkowo, Koneck, Raciążek, Waganiec i Zakrzewo oraz miast: Aleksandrów Kujawski, Ciechocinek i Nieszawa,
- w Lipnie dla gmin: Bobrowniki, Chrostkowo, Czernikowo, Dobrzyń nad Wisłą, Kikół, Lipno, Skępe, Tłuchowo, Wielgie i Zbójno oraz miasta Lipno,
- w Radziejowie dla gmin: Bytoń, Dobre, Osięciny, Piotrków Kujawski, Radziejów i Topólka oraz miasta Radziejów,
- w Rypinie dla gmin: Brzuze, Rogowo, Rypin i Skrwilno oraz miasta Rypin,
- we Włocławku dla gmin: Baruchowo, Boniewo, Brześć Kujawski, Choceń, Chodecz, Fabianki, Izbica Kujawska, Kowal, Lubanie, Lubień Kujawski, Lubraniec i Włocławek oraz miast: Kowal i Włocławek.

### Województwo wrocławskie
- w Miliczu dla gmin: Cieszków, Krośnice i Milicz,
- w Oleśnicy dla gmin: Bierutów, Dobroszyce, Oleśnica i Twardogóra oraz miasta Oleśnica,
- w Oławie dla gmin: Borów, Domaniów, Jelcz-Laskowice, Kondratowice, Oława, Strzelin i Wiązów oraz miasta Oława,
- w Trzebnicy dla gmin: Oborniki Śląskie, Prusice, Trzebnica, Zawonia i Żmigród,
- w Wołowie dla gmin: Brzeg Dolny, Wińsko i Wołów,
- we Wrocławiu dla gmin: Czernica, Długołęka, Jordanów Śląski, Kąty Wrocławskie, Kobierzyce, Kostomłoty, Łagiewniki, Malczyce, Mietków, Miękinia, Sobótka, Środa Śląska, Święta Katarzyna, Wisznia Mała i Żórawina oraz miasta Wrocław.

### Województwo zamojskie
- w Biłgoraju dla gmin: Aleksandrów, Biłgoraj, Biszcza, Frampol, Goraj, Józefów, Księżpol, Łukowa, Obsza, Potok Górny, Tarnogród, Tereszpol, Turobin, Wysokie i Zakrzew oraz miasta Biłgoraj,
- w Hrubieszowie dla gmin: Dołhobyczów, Horodło, Hrubieszów, Mircze, Trzeszczany, Uchanie i Werbkowice oraz miasta Hrubieszów,
- w Tomaszowie Lubelskim dla gmin: Bełżec, Jarczów, Komarów-Osada, Krynice, Lubycza Królewska, Łaszczów, Rachanie, Susiec, Tarnawatka, Telatyn, Tomaszów Lubelski, Tyszowce i Ulhówek oraz miasta Tomaszów Lubelski,
- w Zamościu dla gmin: Adamów, Gorzków, Grabowiec, Izbica, Krasnobród, Łabunie, Miączyn, Nielisz, Radecznica, Rudnik, Sitno, Skierbieszów, Stary Zamość, Sułów, Szczebrzeszyn, Zamość, Zwierzyniec i Żółkiewka oraz miasta Zamość.

### Województwo zielonogórskie
- w Krośnie Odrzańskim dla gmin: Bobrowice, Bytnica, Cybinka, Dąbie, Gubin, Krosno Odrzańskie i Maszewo oraz miasta Gubin,
- w Nowej Soli dla gmin: Bytom Odrzański, Kolsko, Kożuchów, Małomice, Niegosławice, Nowa Sól, Nowe Miasteczko, Otyń, Siedlisko, Sława i Szprotawa oraz miasta Nowa Sól,
- w Świebodzinie dla gmin: Lubrza, Łagów, Skąpe, Szczaniec, Świebodzin i Torzym,
- w Wolsztynie dla gmin: Babimost, Kargowa, Siedlec, Wolsztyn, Zbąszynek i Zbąszyń,
- w Zielonej Górze dla gmin: Bojadła, Czerwieńsk, Nowogród Bobrzański, Sulechów, Świdnica, Trzebiechów, Zabór i Zielona Góra oraz miasta Zielona Góra,
- w Żarach dla gmin: Brody, Brzeźnica, Iłowa, Jasień, Lipniki Łużyckie, Lubsko, Przewóz, Trzebiel, Tuplice, Wymiarki, Żagań i Żary oraz miast: Gozdnica, Łęknica, Żagań i Żary.